# Hendrik Simangunsong
Hendrik Simangunsong (ur. 11 lipca 1969 w Medanie) – indonezyjski bokser.
Dwukrotnie startował na igrzyskach olimpijskich w wadze lekkośredniej: w 1992 i 1996. Zarówno w Barcelonie, jak i w Atlancie zajął 9. miejsce. W 1996 był chorążym indonezyjskiej kadry.
W 1992 został mistrzem Azji w wadze lekkośredniej (do 71 kg). Zdobył również brązowy medal igrzysk azjatyckich w 1990 roku.